# Måns Nilsson Kling
gouvernant de la nouvelle suede qui est un territoirre situer en amerique qui a etait colonise par la suede
1. ↑  « La vie économique en Suéde », Annales de Géographie, vol. 48, no 273,‎ 1939, p. 326–327 (ISSN 0003-4010, DOI 10.3406/geo.1939.11494, lire en ligne, consulté le 20 août 2025)